# Envenenamiento por salicilato
 El envenenamiento por salicilato, también conocido como envenenamiento por aspirina, es el envenenamiento agudo o crónico por un salicilato, como la aspirina. Los síntomas clásicos son zumbidos en los oídos, náuseas, dolor abdominal y una rápida respiración. Al principio, estos pueden ser sutiles, mientras que las dosis más grandes pueden causar fiebre. Las complicaciones pueden incluir edema cerebral o de los pulmones, convulsiones, niveles bajos de azúcar en la sangre o paro cardíaco.
Si bien generalmente se debe a la aspirina, otras causas posibles incluyen el aceite de gaulteria y el subsalicilato de bismuto. El exceso de dosis puede ser a propósito o accidental. Pequeñas cantidades de aceite de gaulteria pueden ser tóxicas. El diagnóstico generalmente se basa en exámenes de sangre repetidos que miden los niveles de aspirina y los gases en la sangre. Si bien se ha creado un tipo de gráfico para intentar ayudar con el diagnóstico, no se recomienda su uso general. En una sobredosis, los niveles máximos en sangre pueden no ocurrir durante más de 12 horas.
Los esfuerzos para prevenir el envenenamiento incluyen empaques a prueba de niños y un menor número de píldoras por paquete. El tratamiento puede incluir carbón activado, bicarbonato de sodio intravenoso con dextrosa y cloruro de potasio, y diálisis. La administración de dextrosa puede ser útil incluso si el azúcar en la sangre es normal. Se recomienda la diálisis en las personas con insuficiencia renal, disminución del nivel de conciencia, pH sanguíneo inferior a 7,2 o niveles elevados de salicilato en la sangre. Si una persona requiere intubación, puede requerirse una frecuencia respiratoria rápida.
Los efectos tóxicos de los salicilatos se han descrito desde al menos 1877. En 2004, se reportaron más de 20.000 casos con 43 muertes en los Estados Unidos. Alrededor del 1% de las personas con sobredosis aguda mueren, mientras que las sobredosis crónicas pueden tener peores resultados. Las personas mayores tienen un mayor riesgo de toxicidad para cualquier dosis dada.

## Signos y síntomas

Principales síntomas de la sobredosis de aspirina.

La sobredosis de aspirina tiene consecuencias potencialmente graves, que a veces conducen a una morbilidad y muerte significativas. Los pacientes con intoxicación leve con frecuencia tienen náuseas y vómitos, dolor abdominal, letargo, zumbido en los oídos y mareos. Signos y síntomas más significativos ocurren en envenenamientos más severos e incluyen temperatura corporal elevada, frecuencia respiratoria rápida, alcalosis respiratoria, acidosis metabólica, potasio sanguíneo bajo, glucemia baja, alucinaciones, confusión, convulsiones, edema cerebral y coma. La causa más común de muerte después de una sobredosis de aspirina es el paro cardiopulmonar, generalmente debido a un edema pulmonar.

### Gravedad
La gravedad de la toxicidad depende de la cantidad de aspirina tomada por kilogramo de peso corporal. 
| Gravedad  | Leve (150 mg/kg)          | Moderada (150–300 mg/kg)                                                                                   | Grave (300–500) mg/kg)                                        |
| --------- | ------------------------- | --- | ------------------------------------------------------------- |
| Toxicidad | No se espera toxicidad    | Toxicidad leve a moderada esperada                                                                         | Toxicidad potencialmente mortal esperada                      |
| Síntomas  | Náuseas, vómitos, mareos. | Náuseas, vómitos, zumbidos en los oídos, dolor de cabeza, confusión, hiperventilación, taquicardia, fiebre | Delirio, alucinaciones, convulsiones, coma, paro respiratorio |

## Fisiopatología
La sobredosis o el envenenamiento agudo por aspirina o salicilatos puede causar una alcalosis respiratoria inicial, aunque posteriormente se produce una acidosis metabólica. Las anomalías ácido-base, de líquidos y electrolíticas observadas en la toxicidad del salicilato se pueden agrupar en tres fases amplias: 
- Fase I: se caracteriza por la hiperventilación que resulta de la estimulación directa del centro respiratorio, que conduce a la alcalosis respiratoria y la alcaluria compensatoria. El potasio y el bicarbonato de sodio se excretan en la orina. Esta fase puede durar hasta 12 horas.[8]
- Fase II: caracterizada por una aciduria paradójica en presencia de una alcalosis respiratoria continua que se produce cuando se ha perdido suficiente potasio de los riñones. Esta fase puede comenzar en unas horas y puede durar de 12 a 24 horas.[8]
- Fase III: se caracteriza por deshidratación, hipopotasemia y acidosis metabólica progresiva.  Esta fase puede comenzar de 4 a 6 horas después de la ingestión en un bebé pequeño[9] o 24 horas o más después de la ingestión en un adolescente o adulto.[8]

## Diagnóstico
La dosis tóxica de la aspirina se considera generalmente en más de 150 mg por kg de masa corporal. Se produce toxicidad moderada en dosis de hasta 300 mg/kg, la toxicidad severa ocurre entre 300 y 500 mg/kg, y una dosis potencialmente letal es superior a 500 mg/kg. La toxicidad crónica puede ocurrir después de dosis de 100 mg/kg por día durante dos o más días.
El monitoreo de los parámetros bioquímicos como electrolitos y solutos, la función hepática y renal, el análisis de orina y el hemograma completo se realizan junto con el control frecuente de los niveles de salicilatos y de azúcar en la sangre. Las evaluaciones de gases en sangre arterial generalmente encontrarán alcalosis respiratoria al inicio de la sobredosis debido a una hiperestimulación del centro respiratorio, y puede ser el único hallazgo en una sobredosis leve. En el transcurso de la sobredosis se produce una acidosis metabólica con brecha aniónica, especialmente si se trata de una sobredosis de moderada a grave, debido al aumento de protones (contenidos ácidos) en la sangre. 
El diagnóstico de envenenamiento generalmente implica la medición del salicilato plasmático, el metabolito activo de la aspirina, mediante métodos espectrofotométricos automáticos. Los niveles de salicilato en plasma generalmente oscilan entre 3 y 10   mg/dL (30 y 100 mg/l) sobre las dosis terapéuticas habituales, 50–300 mg/l en pacientes que toman dosis altas y 700–1400 mg/l después de una sobredosis aguda. Los pacientes pueden someterse a pruebas repetidas hasta que se pueda estimar su nivel pico de salicilato en plasma. De manera óptima, los niveles plasmáticos deben evaluarse cuatro horas después de la ingestión y luego cada dos horas para permitir el cálculo del nivel máximo, que luego se puede usar como guía para el grado de toxicidad esperado. Los pacientes también pueden ser tratados de acuerdo a sus síntomas individuales. 

## Prevención

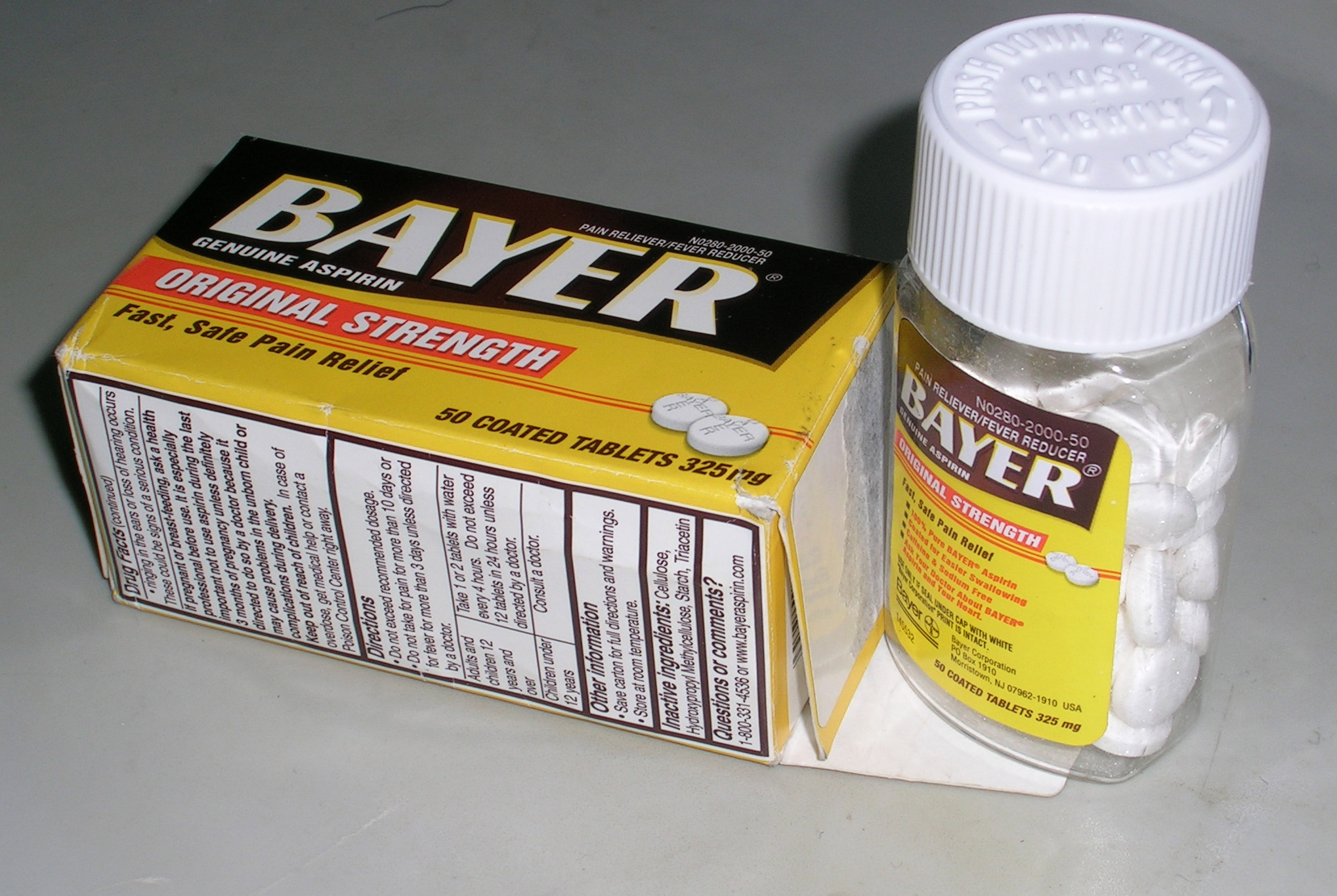
Una botella de aspirina con una tapa a prueba de niños con la instrucción "empujar hacia abajo y girar para abrir"

Los esfuerzos para prevenir el envenenamiento incluyen empaques a prueba de niños y un menor número de píldoras por paquete.

## Tratamiento
El tratamiento inicial de una sobredosis aguda implica la reanimación seguida de la descontaminación gástrica mediante la administración de carbón activado, que absorbe la aspirina en el tracto gastrointestinal. El lavado gástrico ya no se usa rutinariamente en el tratamiento de intoxicaciones, pero a veces se considera si el paciente ingirió una cantidad potencialmente letal menos de una hora antes de la presentación. No se recomienda inducir vómitos con jarabe de ipecacuana. Se ha propuesto que las dosis repetidas de carbón son beneficiosas en casos de sobredosis de aspirina, aunque un estudio encontró que podrían no tener un valor significativo.  En cualquier caso, la mayoría de los toxicólogos clínicos administrarán carbón adicional si los niveles de salicilato en suero están aumentando. 

### Líquidos intravenosos
Se recomiendan los líquidos intravenosos que contienen dextrosa, como dextrosa al 5% en agua (D5W), para mantener la salida de orina entre 2 y 3   mL/kg/h.
El bicarbonato de sodio se administra en una sobredosis significativa de aspirina (nivel de salicilato superior a 35 mg/dL 6 horas después de la ingestión) independientemente del pH del suero, ya que mejora la eliminación de aspirina en la orina. Se administra hasta lograr un pH urinario entre 7,5 y 8,0.

### Diálisis
La hemodiálisis se puede usar para mejorar la eliminación de salicilato de la sangre. La hemodiálisis se usa generalmente en aquellos que están gravemente envenenados. Ejemplo de envenenamiento severo incluyen personas con altos niveles de salicilato en sangre: 100 mg/dL (7,25 mmol/L) en ingestiones agudas o 40 mg/dL en ingestiones crónicas, neurotoxicidad significativa (agitación, coma, convulsiones), insuficiencia renal, edema pulmonar o inestabilidad cardiovascular. La hemodiálisis también tiene la ventaja de restaurar las anomalías de electrólitos y ácido-base mientras se elimina el salicilato.

## Epidemiología
Durante la última parte del siglo XX, el número de intoxicaciones por salicilatos disminuyó, principalmente debido a la mayor popularidad de otros analgésicos de venta libre como el paracetamol (acetaminofeno). En el año 2000, se informaron 52 muertes relacionadas con la aspirina de un solo ingrediente en los Estados Unidos; sin embargo, en todos menos tres de estos casos, la razón de la ingestión de dosis letales fue intencional, predominantemente suicida.

## Historia
El envenenamiento por aspirina ha sido polémicamente citado como una posible causa de la alta tasa de mortalidad durante la pandemia de gripe de 1918 , que mató entre 50 y 100 millones de personas.